# Gastone Gambara
Gastone Gambara (Imola, 10 novembre 1890 – Roma, 27 febbraio 1962) è stato un generale italiano accusato di crimini di guerra.

## Biografia
Entra nella scuola sottufficiali del Regio Esercito appena raggiunta l'età. Diventa ufficiale grazie ad un corso speciale presso la Accademia Militare di Modena (ottobre 1911-gennaio 1913). Il 23 febbraio 1913 fu nominato Sottotenente e fu destinato al Battaglione Ceva del 1º Reggimento Alpini.

### NellaGrande Guerra
Con lo scoppio della prima guerra mondiale, nel maggio 1915 il suo battaglione viene spostato al fronte. Promosso capitano nel gennaio del 1916 viene ferito sul Monte Cengio. Da quel momento viene impiegato nelle retrovie prima presso il deposito del 1º Alpini a Cuneo, poi al Comando Truppe di Venezia. Nell'aprile 1917 rientra al fronte con il 6º Alpini per poi, in seguito alla promozione al grado di maggiore, essere spostato al 1º Reggimento Alpini. Nel 1918 comanda il XXIX Reparto d'Assalto Arditi (reparto costituito prevalentemente da Alpini ma anche da volontari di altri corpi come Bersaglieri).

### Tra le due guerre

Gambara

In poco meno di un anno (marzo-novembre 1918) si guadagna tre medaglie d'argento al valore militare. Finita la guerra assume il comando del Battaglione alpini "Edolo" (1919-1923) che lascia nel novembre 1923 per seguire il corso di Stato Maggiore presso la Scuola di Guerra a Torino. Terminato il corso (novembre 1925) rientra per un breve periodo al 6º Alpini a Bergamo. Di lì passa al Comando Divisione Militare di Trento e successivamente nel Corpo di Stato Maggiore fino al 25 agosto 1927. Oramai tenente colonnello assume in Albania il compito di organizzare le forze armate locali.
In seguito passa al Ministero della guerra con incarichi speciali e, dall'agosto del 1935 al 19 gennaio 1937 prende parte alla guerra d'Etiopia dove si guadagna la promozione a colonnello e l'onorificenza a Cavaliere dell'Ordine militare di Savoia.
Al suo rientro in Italia viene assegnato al Corpo d'armata in Bologna che lascia poco dopo per partire volontario per la guerra di Spagna. Vi assume l'incarico di Capo di Stato Maggiore del Corpo Truppe Volontarie, viene insignito dell'onorificenza di Commendatore dell'Ordine Militare di Savoia e promosso al grado di generale di brigata.
Finita la guerra, dal luglio 1939 al giugno 1940, viene nominato Dirigente della Regia Ambasciata d'Italia a Madrid, con credenziali di Ambasciatore.

### Seconda guerra mondiale

Gambara a sinistra con Umberto di Savoia a destra. Giugno 1940, fronte occidentale.

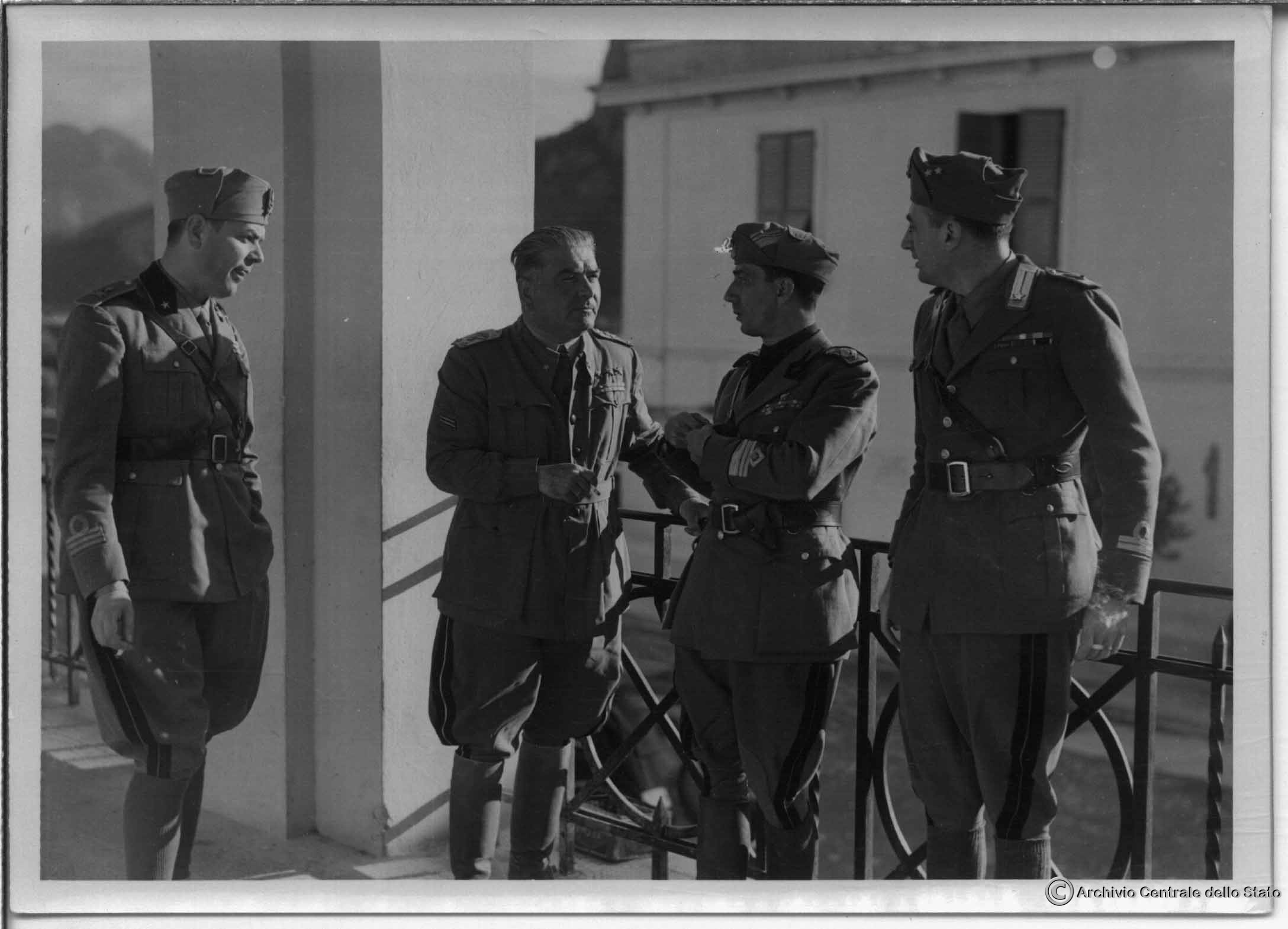
Gastone Gambara assieme ad alcuni ufficiali nella zona di Ventimiglia, durante la battaglia delle Alpi Occidentali, giugno 1940

La sua carriera riprende slancio con la seconda guerra mondiale. Allo scoppio delle ostilità viene richiamato ed assume il comando del XV Corpo d'Armata (Gruppo Armate Occidentali) impegnato nella battaglia delle Alpi Occidentali contro la Francia. In seguito all'attacco alla Grecia, il 5 febbraio 1941, parte per l'Albania assumendo l'incarico di comandante facente funzioni dell'VIII Corpo d'Armata e ottiene la promozione a generale di corpo d'armata.

#### Guerra d'Africa
Terminata la guerra di Grecia dopo l'intervento tedesco, l'11 maggio 1941 Gambara fu trasferito a Tripoli con l'incarico prima di Capo di Stato Maggiore del Comando Superiore Forze Armate Africa Settentrionale retto dal Gen.C.A. Ettore Bastico, poi assumendo il Comando del Corpo d'Armata Motocorazzato (CAM).
A seguito di una riunione intercorsa l'8 agosto 1941 divenne comandante del Corpo d'armata di Manovra (Gruppo RECAM, divisioni "Ariete" e "Trieste"). Il generale Gambara risultò quindi al tempo stesso subordinato a Rommel (in qualità di comandante dell'Ariete e della Trieste) e ad esso superiore (essendo capo di stato maggiore del teatro nordafricano). I primi contrasti tra tedeschi e italiani incominciarono subito a partire dall'Assedio di Tobruch che vide gli italiani preferire l'assedio rispetto a Rommel che preferiva invece l'attacco risolutivo, di fatto a Rommel fu negato l'intervento del Gruppo RECAM giustificando che «Il Supercomando dell'Africa Settentrionale vedeva compromessa dalle intenzioni del generale Rommel la priorità del comando italiano e l'efficienza della riserva mobile faticosamente raccolta nel Corpo d'Armata di Manovra». Ciononostante da Roma giunse l'ordine di preparare l'attacco e di farvi partecipare il Gruppo RECAM.
Dopo l'assedio di Tobruch nel novembre 1941 da Roma arrivò la decisione di unificare il comando e di porlo completamente sotto Rommel. Il Gruppo RECAM passò quindi alle dipendenze di Rommel e Gambara rimase capo di stato maggiore. Da quel momento in poi le due divisioni italiane del Gruppo RECAM, "Ariete" e "Trieste" ebbero difficoltà a coordinarsi e il 1º dicembre 1941, per ritardi del generale Alessandro Piazzoni della "Trieste", la divisione arrivò in ritardo sul luogo di impiego permettendo a circa cento carri armati britannici e alla brigata neozelandese dell'8ª Armata britannica di sfuggire all'accerchiamento di Tobruch suscitando l'ira di Rommel.
Il 4 dicembre 1941 incominciò la seconda battaglia di Bir el Gobi in cui contrariamente alle previsioni le esigue truppe italiane composte dalla 136ª Divisione corazzata "Giovani Fascisti" resistettero alle formazioni britanniche e ne bloccarono l'avanzata. Rommel intravide la possibilità di distruggere le forze britanniche accerchiandole e al contempo liberando dall'assedio i "Giovani fascisti" e inviò pertanto a Gambara le seguenti istruzioni: «Questa notte l'Ariete si schieri nella zona di Sidi Rezegh-Bu Cremisa, e la Trieste a sinistra dell'Ariete fino a Sidi Muftàh, con fronte a sud».
Secondo il giornalista Antonino Trizzino l'ordine pur presente nei diari di Gambara, in realtà non fu mai inoltrato al generale Piazzoni che anzi ricevette l'ordine da Gambara di rompere il contatto col nemico e ripiegare verso la zona di Bu Cremisa. Fatto sta che la "Trieste" e l'"Ariete" non si mossero dalle proprie posizioni e il generale Piazzoni diramò l'ordine "Novità N.N." che in gergo militare significava «rimanete ai vostri posti». Solo quando più tardi Gambara si recò direttamente presso il comando della Trieste, il generale Piazzoni si decise ad inviare due battaglioni a Bir el Gobi al comando del generale Azzi. Il mancato intervento delle forze italiane in un momento particolarmente critico portò Rommel a comunicare tramite radio in chiaro la frase «Wo bleibt Gambara?» ("Dov'è Gambara?"). In seguito i comandanti comunicarono che i propri reparti non erano in grado di essere impiegati.
Gambara fu oggetto di pesanti critiche da parte dello stesso Rommel che lo accusò di indisciplina.

#### Balcani
Il 6 marzo 1942 Gambara venne richiamato in Italia ed al suo posto fu nominato il generale Curio Barbasetti di Prun, mentre Gambara fu messo a disposizione del Ministero della guerra. Nel settembre assunse il comando dell'XI Corpo d'Armata di stanza nei Balcani dove rimane fino al 5 settembre 1943. L'XI Corpo d'armata, il cui comando era a Lubiana, comprendeva le divisioni di fanteria ""Cacciatori delle Alpi", "Isonzo" e "Lombardia".
Il 15 dicembre 1942 Emilio Grazioli, alto commissario per la Provincia di Lubiana, trasmise al Comando dell'XI Corpo d'Armata, a cui da poco si era insediato Gambara, il rapporto di un medico in visita al Campo di concentramento di Arbe dove gli internati «presentavano nell'assoluta totalità i segni più gravi dell'inanizione da fame», Gambara rispose: «Logico ed opportuno che campo di concentramento non significhi campo d'ingrassamento. Individuo malato = individuo che sta tranquillo».

### L'armistizio
Il 5 settembre 1943, in vista dell'armistizio, lo stato maggiore italiano convocò Gambara a Roma, e lo incaricò di costituire con le truppe italiane in Slovenia un «raggruppamento speciale» atto a contrastare un probabile attacco tedesco ed a mantenere le posizioni di Trieste, Pola e Fiume fino ad uno sbarco Alleato, senza però informarlo dell'imminente resa. L'ordine gli fu consegnato dal generale Giacomo Zanussi, generale addetto al capo di SM dell'esercito Roatta, la prima sera dell'8 settembre e Gambara lasciò subito Roma ma mentre transitava per Foligno fu sorpreso dalla notizia della proclamazione dell'armistizio.

### La difesa di Fiume e la RSI
All'alba del 9 settembre, il comando dell'XI corpo d'armata a Lubiana fu subito preso prigioniero dai tedeschi.
Gambara raggiunse Fiume poche ore dopo, dove aveva sede il comando della 2ª armata del generale Mario Robotti, qui assunse il comando della città e conformemente alle direttive ricevute da Roma subordinò sotto il proprio comando anche la 2ª armata di Robotti al fine di costituire un "raggruppamento" di nuova formazione. Il comando dell'armata a cui rimase a capo Robotti si trasferì a Lussinpiccolo. La sera stessa Gambara fu raggiunto da un rappresentante tedesco con il quale si impegnò a difendere la città dai partigiani che ormai la stavano assediando con le poche truppe disponibili.
Gambara diede ordine immediato al capitano di vascello Alfredo Crespi di imbarcare tutti i funzionari civili insieme ai fondi della Banca d'Italia e di partire per i territori ancora sotto giurisdizione italiana, poi, in base all'accordo stipulato, diffuso il 10 settembre, diede disposizione che anche le unità navali italiane ancora ormeggiate in Istria, pur mantenendo bandiera e comando italiano, collaborassero con i tedeschi. Dopo essere riuscito ad impedire l'ingresso a Fiume dei partigiani slavi, Gambara l'11 settembre fu raggiunto dai primi reparti tedeschi che stavano rapidamente occupando l'Istria e cedette il comando. Il giorno stesso inviò comunicazione a Robotti, a capo della II armata:
(Gastone Gambara l'11 settembre 1943 al Comando II armata)

Ottobre 1943, Gambara parla alla 2ª Legione Camicie nere "Alpina"

Fu preso sotto protezione tedesca e trasferito a Trieste. Decise di aderire alla Repubblica Sociale Italiana il 23 settembre e il 20 ottobre 1943 fu nominato capo di stato maggiore dell'Esercito Nazionale Repubblicano, dal generale Rodolfo Graziani divenuto nel frattempo ministro della Difesa nazionale della Repubblica Sociale Italiana. Nel maggio 1944 lasciò l'incarico al generale Archimede Mischi, per contrasti con Renato Ricci.
Preso prigioniero nell'aprile 1945 dagli Alleati, fu internato nel campo di concentramento di Coltano.

### Secondo dopoguerra

Gastone Gambara

Al termine della guerra, il 20 giugno 1945, fu congedato e nel 1947, invitato da Francisco Franco, si stabilì a Madrid. Nel processo che seguì fu assolto da ogni accusa e reintegrato nell'Esercito italiano il 23 febbraio 1952.
La Repubblica Socialista Federale di Jugoslavia guidata da Josip Broz Tito accusò Gambara di essere uno dei responsabili della repressione nei Balcani e lo reclamò con l'accusa di crimini di guerra ma la Repubblica Italiana non acconsentì mai alla consegna.
Il nome di Gastone Gambara figura nell'elenco CROWCASS (Central Registry of War Criminals and Security Suspects) (1947), compilato dagli Alleati anglo-americani, delle persone ricercate dalla Jugoslavia per crimini di guerra.